# Kryštof Kolowrat Krakowský Liebsteinský
Kryštof Jaroslav Kolowrat Krakowský Liebsteinský (21. června 1927 Plzeň – 10. prosince 1999 Vídeň) byl český šlechtic z rodu Kolowrat-Krakowský-Liebsteinský. Restituoval zámek Rychnov nad Kněžnou a Černíkovice.

## Život

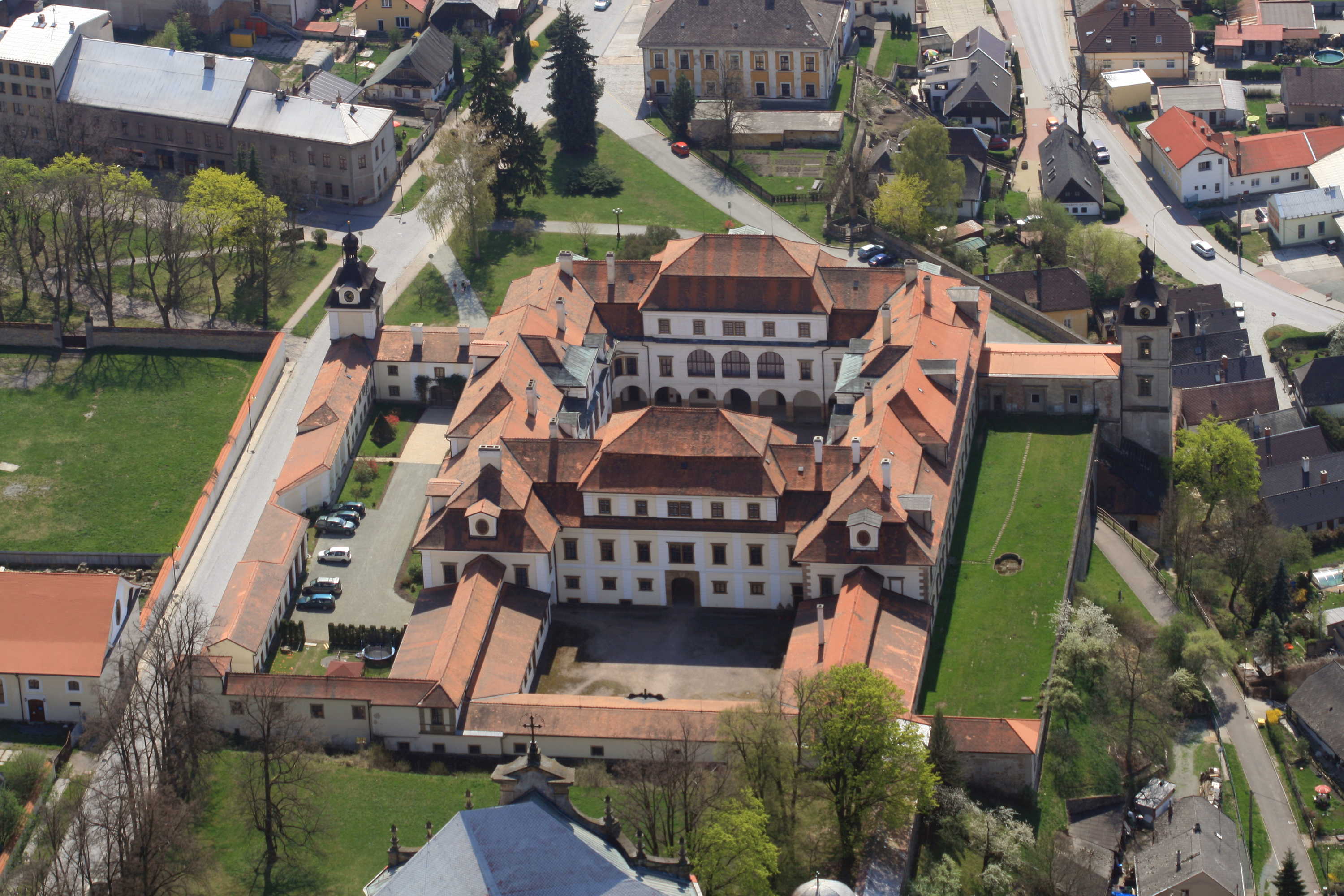
Restituovaný zámek Rychnov nad Kněžnou

Narodil se jako syn Hanuše Kolowrata Krakowského Liebsteinského (1879–1955) a jeho manželky Huberty, roz. Wurmbrand-Stuppach (1892–1967). Měl sestru Marii Johannu, provdanou Laxovou (1919–2006).
Velkou část dětství strávil na zámku v Černíkovicích, chodil tam také do základní školy. Po krátké epizodě na gymnáziu v Rychnově nad Kněžnou od roku 1943 navštěvoval Lesnickou školu v Písku. Povinnou dvouletou praxi získal u Liechtensteinů na velkostatku ve Valticích a u Colloredo-Mansfeldů v Dobříši. Po válce pokračoval na nově založené Vyšší lesnické škole v Trutnově, ale školu nesměl dokončit. Před maturitou byl vyloučen. V roce 1948 se zúčastnil poúnorové protikomunistické manifestace na trutnovském náměstí. Následně byl zatčen Státní bezpečností. Několik týdnů strávil ve vyšetřovací vazbě a dalších několik měsíců na nucených pracích v cihelně v Trutnově.
V letech 1950–1952 si odsloužil vojenskou službu u 52. pomocného technického praporu ve Svaté Dobrotivé. Pracovali s krumpáčem a lopatou na stavbách a na dělostřelecké střelnici stavěli cvičné cíle ve formě pevnosti. Po přechození angíny byl se srdečními obtížemi hospitalizován v nemocnici v Plzni, kde po uzdravení pracoval do konce vojny v laboratoři. Rodiče byli vystěhováni ze zámku v Černíkovicích a přestěhovali se do Potštejna k Alžbětě Dobrzenské, roz. z Wenckheimu (1888–1964). Po vojně Kryštof pracoval jako pomocná síla v polesí Dlouhá louka v Krušných horách, tři měsíce v továrně na tkalcovské stroje v Týništi nad Orlicí a nakonec opět v lese v Potštejně. Poté byl v roce 1953 opět zatčen, zatčeni byli také oba jeho rodiče. Kryštof byl uvězněn za domnělou protistátní činnost v Rychnově, v Hradci Králové a ve Rtyni v Podkrkonoší. Tam spolu s mukly fáral v hloubce osmi set čtyřiceti metrů na dole Nejedlý II (Tmavý důl). Po všeobecné amnestii byl v květnu 1954 propuštěn.
Po kratší pracovní epizodě v lesích u Potštejna pracoval na polesí Fláje v Krušných horách, potom už jako hajný na Jiříkově návrší, nakonec povýšil až na vedoucího polesí v Novém Městě. Jeho otec zemřel a matka se přestěhovala do Rakouska ke svému bratrovi. V Krušnohoří bydleli na úplné samotě. Následně se přestěhoval do Černé v Pošumaví a tam u Státního rybářství choval pstruhy. Po okupaci Československa vojsky Varšavské smlouvy emigroval s rodinou do Rakouska. Po několika dnech v Linci se přestěhovali na zámeček rodu Ledebourů ve Schwertbergu. O několik měsíců později se s rodinou přistěhoval do Steyersbergu v Dolních Rakousích, odkud pocházela rodina jeho matky. Na pronajatých pozemcích si založil farmu se pstruhy. Po roce a půl začala farma vydělávat, do té doby rodinu živila manželka, která pracovala v továrně na výrobu gumových součástek k automobilům v Ternitzu. Protože farma prosperovala, mohl tam zaměstnat i svou manželku.
Ve svých padesáti čtyřech letech dostal rozedmu plic a osteoporózu s následnou deformací páteře, léčil se ve Vídni.
V roce 1992 restituoval majetek v Československu včetně zámků v Rychnově nad Kněžnou a Černíkovicích. Bydlel v černíkovické myslivně. Rodina obhospodařovala pět tisíc hektarů lesa (pět polesí, z toho čtyři horská), čtyři sta hektarů rybníků (např. v Opočně a nebo chov pstruhů na Rozkoši), vlastnila manipulační sklad v Rokytnici a poloviční podíl pily v Říčkách.
Po roce 1989 měl české a rakouské občanství.

## Rodina
V Teplicích se 9. listopadu 1957 oženil s Drahoslavou (Danou) Jirouškovou (16. března 1933 Katovice u Strakonic – 7. září 2015 Černíkovice), dcerou Otty Jirouška a Marie, roz. Kokrdové. Manželka pocházela z občanské rodiny z jižních Čech, ale vyrůstala v Litvínově. Závodně lyžovala. Narodila se jim dvojčata:
- 1. Jan Egon (* 19. 8. 1958 Duchcov), přestěhoval se do Česka a v roce 1999 převzal správu majetku
  - ∞ (16. 5. 2001 Vídeň) Andrea Eier (* 13. 9. 1964 Vídeň)
- 2. Dagmar (* 19. 8. 1958 Duchcov), zdravotní sestra, zůstala ve Vídni, po sňatku bydlela v Rakousku u švýcarských hranic[14]